# Coalition nationale des forces de l'opposition et de la révolution
 (septembre 2023).
La Coalition nationale des forces de l'opposition et de la révolution (CNFOR), appelée également la Coalition nationale syrienne (CNS), est une autorité politique de transition syrienne créée le 11 novembre 2012 à Doha, au Qatar, lors de la guerre civile syrienne et siégeant au Caire. Elle a pour but de coordonner les opposants au régime de Bachar el-Assad, au moyen d'opérations en Syrie ainsi que dans des pays tiers. Cette organisation fait suite aux demandes pressantes des États-Unis, mais aussi de la France et des monarchies du Golfe.
Le 8 décembre 2024, à l'issue de la chute du régime baasiste de Bachar el-Assad, le président de la Coalition nationale syrienne Hadi Al-Bahra déclare que la Syrie devrait bénéficier d'une période de transition de 18 mois pour établir « un environnement sûr, neutre et calme » afin d'organiser des élections libres.

## Structure et composition

### Présidence de Mouaz al-Khatib (2012-2013)
À sa création, la Coalition réunit de nombreuses composantes de l'opposition, dont notamment le Conseil national syrien, dirigé par le chrétien Georges Sabra et qui était jusqu'ici la principale coalition d'opposition. La nouvelle coalition est dirigée par Mouaz Al-Khatib, un musulman sunnite. Les quatre vice-présidents élus sont Riad Seif, Suheir Atassi, Georges Sabra (qui ont tous trois pris part au déclenchement de la révolution) et un représentant du Conseil national kurde. Par ailleurs, la Coalition a mis en place « un haut comité militaire qui rassemble, en cinq régions ou fronts, une partie des unités qui se battent sur le terrain ».
Les comités locaux de coordination, qui animent la contestation sur le terrain, ont pris part à cette coalition, quelques jours après avoir quitté le Conseil national syrien. Néanmoins, celle-ci ne comprend ni le Comité national de coordination des forces de changement démocratique de Haytham Manaa, qui soutient les positions russes, ni le Forum démocratique syrien de l'opposant historique Michel Kilo (qui finira par l'intégrer), ni la gauche syrienne, ni le Parti kurde, ni les deux plus importants groupes islamistes armés en Syrie (Liwa al-Tawhid et le Front al-Nosra).
En janvier 2013, la Coalition crée un comité restreint de six personnes chargé de consulter les forces de la révolution, l'opposition, l'Armée syrienne libre et les pays frères et amis sur la composition d'un futur gouvernement provisoire. Il comprend le président Moaz al-Khatib, Georges Sabra, Burhan Ghalioun, Ahmed Sayyed Yousef, Ahmad Assi Jarba et Moustapha Sabbagh (secrétaire général de l'organisation). Il est édicté qu'aucune de ces personnes ne pourra être membre du gouvernement provisoire en question.
L'organisation avait prévu de se donner un Premier ministre à Istanbul le 1er mars 2013. Cette décision est finalement prise le 18 mars, Ghassan Hitto, un ancien expatrié aux États-Unis, étant élu premier ministre intérimaire. Celui-ci remporte l'élection « avec 37 voix contre 10 pour son concurrent, et 2 pour un outsider. Sur les 56 personnes présentes (sur les 63 membres de la coalition), 7 ont boycotté les élections, malgré les efforts déployés par la direction collégiale, le cheikh Mouaz [al-Khatib] mais aussi le communiste Georges Sabra et la militante Suheir Atassi ».
Le 24 mars 2013, Mouaz al-Khatib annonce sa démission de la présidence. La désignation de Ghassan Hitto comme Premier ministre d'un gouvernement provisoire et l'insuffisance de l'aide apportée par la communauté internationale figurent parmi les raisons de cette décision, rejetée par la Coalition et les autorités du Qatar,. Un peu plus tôt, la vice-présidente Suheir Atassi avait également démissionné.
Ces dissensions au sein de l'opposition révèlent l'existence de deux axes concurrents : d'un côté, le Qatar et la Turquie liés aux Frères musulmans et soutenant la formation d'un gouvernement intérimaire ; de l'autre, l'Arabie saoudite et les États-Unis, qui préfèrent soutenir les conseils militaires dirigés par des dissidents de l’armée et les courants modérés et laïques, plutôt que les djihadistes (notamment ceux du Front al-Nosra),. Cette rivalité s'est notamment concrétisée lors de l'élection du Premier ministre par le soutien de deux candidats distincts de la part du Qatar et de l'Arabie saoudite, à savoir respectivement Ghassan Hitto et l'ancien ministre Asaad Moustapha,. Cette rivalité se retrouve lors de la réunion de la CNFOR à Istanbul en mai 2013, l'Arabie saoudite et les Émirats arabes unis faisant pression sur l'organisation pour inclure au moins 30 nouveaux membres et ainsi diminuer l'influence des Frères musulmans. De fait, la CNFOR intègre 51 nouveaux membres au terme de cette réunion, ce qui porte ses effectifs à 114 individus ; le Conseil national syrien conservant 40 % des sièges.
C'est alors que la Commission générale de la révolution syrienne décide de quitter la CNFOR, accusant certains dirigeants de servir leurs ambitions personnelles et d'avoir utilisé l'argent à leur profit, et reprochant à la coalition de ne pas avoir respecté son engagement de réserver un tiers des sièges aux rebelles sur le terrain sous l'influence de puissances étrangères.

### Présidence de Ahmad Assi Jarba (2013-2014)
Le 6 juillet 2013, Ahmad Assi Jarba est élu président de la CNFOR et succède à Georges Sabra qui avait assuré l'intérim à ce poste après le départ de Mouaz al-Khatib ; il est soutenu par l'Arabie saoudite dans le cadre de la lutte d'influence qui se joue au sein de l'organisation, alors que le Qatar était proche de son rival Mustafa al-Sabbagh. Deux jours plus tard intervient la démission du Premier ministre Ghassan Hitto, dont la nomination avait été soutenue par le Qatar.
Le 14 septembre 2013, la CNFOR élit un nouveau Premier ministre en la personne de Ahmad Toumeh. Secrétaire général de la Déclaration de Damas, « un groupe d'opposants historiques qui avait contesté pacifiquement le régime d'Assad avant le début de l'insurrection en mars 2011 », il est qualifié dans la presse d'« islamiste modéré ».
Le 24 septembre 2013, un communiqué commun d'importants groupes rebelles islamistes annonce que la Coalition nationale, ne saurait les représenter et ne reconnaît d'autre source à une future législation que la charia.
Le 3 novembre 2013, Ahmad Jarba affirme que la coalition « ne participerait pas à la conférence de paix de Genève si aucun calendrier n'était fixé pour le départ du président Bachar Al-Assad et si l'Iran y participait ». Il assure également « que l'opposition s'engageait à "n'aller à Genève 2 qu'unie", réitérant la condition sine qua non posée par son camp : un cessez-le-feu durant les négociations ». La coalition accepte finalement de participer après avoir posé plusieurs conditions, dont un accès libre aux zones assiégées pour les organisations humanitaires, la libération des prisonniers politiques et l'objectif d'une transition politique.
Le 12 novembre 2013, Ahmed Toumeh soumet au vote de l'assemblée générale la liste des douze ministres qu'il souhaite voir figurer dans son gouvernement provisoire. Seuls neuf d'entre eux obtiennent les 62 voix requises. Ce gouvernement, qui s'installe à Gaziantep en Turquie faute de pouvoir s'installer à Alep comme il en avait l'intention, est partagé entre "islamistes modérés" et "laïcs modérés". En revanche, « aucun ministre n'est détenteur d'un diplôme d'une université russe ou d'un pays de l'ex-bloc soviétique, ce qui constitue une rupture avec la plupart des gouvernements syriens de la Syrie baathiste ».
Ahmad Jarba est réélu, le 5 janvier 2014 à Istanbul, à la tête de la Coalition nationale, par 63 votes contre 13 à Riad Hijab. Le 18 janvier, après que le Comité de coordination nationale pour les forces de changement démocratique (CCND, opposition de l'intérieur) a indiqué qu'il ne participerait pas à la conférence de paix dite de Genève 2, la Coalition confirme sa participation à cette dernière : selon Ahmad Jarba, « les négociations de Genève II ont comme unique but de satisfaire les demandes de la révolution [...] et avant tout de retirer au boucher [Bachar el-Assad] tous ses pouvoirs ». La Coalition exige néanmoins l'absence de l'Iran à cette conférence, ce qu'elle obtient du secrétariat général de l'ONU qui justifie cette décision par le refus iranien de soutenir un gouvernement de transition en Syrie.
En mai 2014, le gouvernement américain décide de donner aux bureaux de l'opposition syrienne se trouvant dans son territoire le statut de mission diplomatique étrangère.

### Présidence de Hadi el-Bahra (2014-2015)
Le 10 juillet 2014, Hadi el-Bahra est élu président de la CNFOR face à Mouwafaq Nayrabiyeh.

## Liste des Présidents de la CNFOR
| №  | Portrait | Nom (date de naissance)     | Début de mandat   | Fin de mandat     | Parti politique                        | Parti politique                        | Note(s)                              |
| -- | -------- | --------------------------- | ----------------- | ----------------- | -------------------------------------- | -------------------------------------- | ------------------------------------ |
| 1  |          | Moaz al-Khatib (1960–)      | 11 novembre 2012  | 22 avril 2013     | Indépendant                            | Indépendant                            |                                      |
| —  |          | Georges Sabra (1947–)       | 22 avril 2013     | 6 juillet 2013    | Conseil national syrien                | Conseil national syrien                | Président du Conseil national syrien |
| 2  |          | Ahmad Jarba (1969–)         | 6 juillet 2013    | 9 juillet 2014    | Conseil national syrien                | Conseil national syrien                | Réélu le 5 janvier 2014.             |
| 3  |          | Hadi al-Bahra (1959–)       | 9 juillet 2014    | 4 janvier 2015    | Indépendant                            | Indépendant                            |                                      |
| 4  |          | Khaled Khoja (1965–)        | 4 janvier 2015    | 5 mars 2016       | Indépendant                            | Indépendant                            | Réélu le 3 août 2015.                |
| 5  |          | Anas al-Abdeh (1967–)       | 5 mars 2016       | 6 mai 2017        | Conseil national syrien                | Conseil national syrien                |                                      |
| 6  |          | Riad Seïf (1946–)           | 6 mai 2017        | 6 mai 2018        | Indépendant                            | Indépendant                            |                                      |
| 7  |          | Abdurrahman Mustafa (1964–) | 6 mai 2018        | 29 juin 2019      | Indépendant                            | Indépendant                            |                                      |
| 8  |          | Anas al-Abdeh (1967–)       | 29 juin 2019      | 12 juillet 2020   | Conseil national syrien                | Conseil national syrien                |                                      |
| 9  |          | Nasser el-Hariri (1977–)    | 12 juillet 2020   | 12 juillet 2021   | Mouvement révolutionnaire indépendant  | Mouvement révolutionnaire indépendant  |                                      |
| 10 |          | Salem al-Meslet (1959–)     | 12 juillet 2021   | 12 septembre 2023 | Conseil syrien des tribus et des clans | Conseil syrien des tribus et des clans |                                      |
| 11 |          | Hadi al-Bahra (1959–)       | 12 septembre 2023 | en fonction       | Indépendant                            | Indépendant                            |                                      |

## Reconnaissance et soutien
Le 12 novembre 2012, le Conseil de coopération du Golfe reconnaît la Coalition nationale comme le gouvernement légitime de la Syrie. Il comprend l'Arabie saoudite, Bahreïn, les Émirats arabes unis, le Koweït, Oman et le Qatar. Il est suivi par la Turquie, le Vatican, la France, qui décide également d'accueillir un ambassadeur de la Coalition en la personne de Monzir Makhous,, ainsi que par l'Italie, le Royaume-Uni et, de façon plus nuancée, l'Union européenne et les États-Unis.
Le 12 décembre 2012, les Amis de la Syrie, groupe formé d'une centaine de pays arabes et occidentaux opposés au régime de Bachar al-Assad, se réunissent à Marrakech et reconnaissent la Coalition nationale de l’opposition syrienne comme le seul représentant du peuple syrien.
Le 6 mars 2013, la Ligue arabe attribue le siège de la Syrie à la Coalition. Cependant, l'organisation déclare le siège vacant le 9 mars 2014 en attendant que l'opposition mette en place ses institutions. En 2023, la Syrie, représentée par le gouvernement de Bachar el-Assad, est réintégrée dans la Ligue arabe.
La Coalition bénéficie également du soutien du conseil militaire de l'Armée syrienne libre.
En revanche, l'Armée syrienne libre de l'intérieur ne reconnaît aucune légitimité à la Coalition : d'après Fahad al-Masri, porte-parole du commandement conjoint, « la CNS n'a pas été créée par les forces révolutionnaires à l'intérieur du pays, elle a été au contraire imposée par certains pays régionaux et occidentaux. [...] Depuis sa création, cette instance n'a rien fait pour la révolution syrienne, et elle a désormais perdu le peu de crédibilité dont elle disposait ».
Le 24 septembre 2013, plusieurs brigades du Front islamique de libération syrien, le Front islamique syrien, le Front al-Nosra et même une division de l'Armée syrienne libre déclarent rejeter la Coalition nationale syrienne et affirment que cette organisation ne les représente pas.

## Positions
Contrairement au Conseil national syrien, la Coalition envisage la possibilité de négocier avec Bachar el-Assad : le président Mouaz al-Khatib a ainsi assuré qu’il n’était pas « un adversaire de la négociation » avec Assad et que la négociation pacifique reste « le moindre des deux maux ». Cette position est notamment prônée par la Russie. Néanmoins, Mouaz al-Khatib a également réclamé à la communauté internationale des « armes adaptées » pour « mettre fin à la souffrance des Syriens et à l'effusion de sang ». Le 27 décembre 2012, Walid al-Bunni, porte parole de la Coalition, déclare : « Nous accepterons toute solution politique qui n'inclut pas la famille Assad et ceux qui ont fait du mal au peuple syrien. En dehors de ça, toutes les options sont sur la table ». En janvier 2013, la Coalition soutient la proposition de dialogue formulée par Mouaz al-Khatib à deux conditions : le départ de Bachar el-Assad et un contact avec les représentants du régime non impliqués dans les massacres.
En avril 2013, la CNFOR appelle les onze pays occidentaux et arabes qui la soutiennent à mener des frappes aériennes ciblées pour détruire les bases de missiles sol-sol Scud utilisés par le régime de Damas.

## Financement et approvisionnement
Dès sa création, le Qatar fait don de 8 millions de dollars à la Coalition. Le 26 novembre 2012, le gouvernement français annonce qu'il lui alloue une « aide humanitaire d'urgence » s'élevant à 1,2 million d'euros. En décembre 2012, les Amis de la Syrie, soit une centaine de pays, lui promettent 145 millions de dollars (108 millions d'euros), mais fin janvier 2013, seule une partie de cette somme lui est transférée (soit 400 000 dollars selon l'ambassadeur Monzer Makhous fin février 2013). En parallèle, le Qatar et l'Arabie saoudite lui offrent respectivement 20 millions et 3 millions de dollars en février 2013.
Fin février 2013, grâce aux avancées de l'Armée syrienne libre, la Coalition contrôle selon Monzer Makhous presque tout le nord du pays, soit 20 % de la production d'électricité syrienne, la plus grande réserve de blé du pays (la Djézireh), ainsi que deux grands gisements pétroliers et une vingtaine de petits, ce qui permet à l'organisation de produire 100 000 à 150 000 barils de brut par jour, soit 10 à 15 millions de dollars.
En avril 2013, le président des États-Unis Barack Obama débloque 10 millions de dollars pour la Coalition et le Conseil suprême militaire syrien qui chapeaute l'Armée syrienne libre. Cette somme « vient s'ajouter aux 117 millions de dollars d'assistance non létale fournie à la Coalition de l'opposition syrienne », selon Caitlin Hayden, la porte-parole du Conseil de sécurité nationale, le cabinet de politique étrangère de la Maison Blanche.

## Mainmise du Conseil national syrien et des Frères musulmans
Pour le Forum démocratique de Michel Kilo, la création de la Coalition nationale porte encore trop la marque du Conseil national syrien (CNS). Selon le politologue Salam Kawakibi, celui-ci aurait réussi à prendre le contrôle de la nouvelle instance : « C'est eux qui ont imposé le terme de coalition, pour signifier qu'ils gardent leur identité. Ils auraient aussi exigé 40 % des postes. Ils devraient pouvoir contrôler la coalition à travers des alliances avec des groupes et des indépendants ».
Pour Fabrice Balanche (novembre 2012), directeur du groupe de recherches et d'études sur la Méditerranée et le Moyen-Orient et professeur à l'université Lumière Lyon 2, « la coalition [est] dominée par les Frères musulmans, il n’est guère surprenant de voir à sa tête un de leurs compagnons de route (Mouaz al-Khatib), proche de leur idéologie, qui défend lui aussi l’islam politique ». Haytham Manaa, président du Comité national pour le changement démocratique, rejoint cette analyse et affirme : « Ce modéré, bien qu’il se dise indépendant, ne peut aller dans le sens contraire voulu par les conservateurs islamistes qui ont la mainmise sur cette coalition ».
Selon Raphaël Lefèvre (mars 2013), doctorant en relations internationales à l’université de Cambridge, leur sens politique, leurs alliances et leur discipline, ont « donné aux Frères musulmans un rôle majeur, notamment au sein de l’opposition en exil, dans le Conseil national syrien (CNS) et, aujourd’hui, au sein de la coalition nationale. Alliés objectifs des djihadistes, les Frères musulmans, sans avoir nommément de brigades engagées en Syrie, y auraient également acquis un poids militaire en finançant, armant et entraînant plusieurs groupes dans les régions d’Idleb et d’Alep. Chassés du pays dans les années 1980, ils seraient revenus dans les zones « libérées » et y auraient « opéré un recrutement massif », faisant élire leurs affiliés à la tête de conseils municipaux. Pour contrer la méfiance persistante de la société syrienne à leur égard, « ils parient sur une puissante stratégie de communication […]. Ils viennent de lancer un journal début février [2013], al Ahd (la Promesse), et ils s’apprêtent à lancer une chaîne de télévision privée dans le nord de la Syrie. ». Toujours selon Raphaël Lefèvre, ils sont soutenus par le Qatar, mais surtout par la Turquie : « ils veulent faire ce qu’a fait Ennahdha en Tunisie : retourner au pays, recruter massivement les jeunes, asseoir une base sociale après des années de répression, participer à des élections, faire des alliances, même si elles peuvent paraître contre nature. Ils sont conscients de la méfiance qu’ils suscitent en Syrie, un complexe qui les fait avancer à visage à moitié couvert. Ils sont guidés avant tout par un esprit de revanche après le massacre de Hama et celui d’Alep, à la fin des années 1970 et au début des années 1980. ».

## Critiques diverses
Le deuxième point du document fondateur de la Coalition prévoit que « les parties signataires conviennent d’œuvrer pour la chute du régime, et de tous ses symboles et piliers, et pour le démantèlement de ses organes de sécurité, en poursuivant tous ceux qui ont été impliqués dans des crimes contre les Syriens ». Cette position fait craindre au journaliste Georges Malbrunot un scénario chaotique similaire à celui ayant suivi la guerre d'Irak.
Selon Denise Natali, professeur à la National Defense University, la Coalition représente mieux les intérêts de ses soutiens étrangers que ceux des Syriens de l'intérieur, et ne se distingue du Conseil national syrien que par le fait d'être menée par le Qatar et les autres États du Golfe Persique au lieu de la Turquie.
Pour le journaliste Benjamin Barthe, « comme le Conseil national syrien, son prédécesseur dans le rôle du représentant numéro un de l'opposition, la [Coalition] demeure la proie de querelles d'ego ». Bassma Kodmani, opposante syrienne, rejoint ce constat en pointant également du doigt la communauté internationale : « C'est vrai qu'il y a des problèmes de fonctionnement. Mais quel est le cap ? Il n'y a ni perspective de négociations ni perspective d'intervention militaire ou d'armement des insurgés. Tout le monde est paumé. Si la communauté internationale avait un projet précis, il nous serait beaucoup plus facile de nous organiser ».

## Opinion de la population syrienne
En juillet 2015, un sondage commandé par la BBC est mené en Syrie par l'institut international ORB. Il porte sur un échantillon de 1 365 personnes, dont 674 en zone contrôlée par le gouvernement syrien, 430 en zone contrôlée par les rebelles, 170 en zone contrôlée par l’État islamique et 90 en zone contrôlée par les Kurdes. Les résultats sont cependant à prendre avec précaution, les sondés ayant pu orienter leurs réponses par craintes de représailles. À la question : « Que pensez-vous de l'influence de cet acteur (la Coalition nationale syrienne) sur la guerre en Syrie? » les réponses sont :
- En zone contrôlée par le gouvernement syrien : 5 % « Complètement positive », 6 % « Plutôt positive », 28 % « Plutôt négative », 59 % « Complètement négative », 2 % « Ne sais pas » ;
- En zone contrôlée par les rebelles : 17 % « Complètement positive », 25 % « Plutôt positive », 24 % « Plutôt négative », 32 % « Complètement négative », 2 % « Ne sais pas » ;
- En zone contrôlée par l'État islamique : 11 % « Complètement positive », 26 % « Plutôt positive », 31 % « Plutôt négative », 32 % « Complètement négative », 0 % « Ne sais pas » ;
- En zone contrôlée par les Kurdes : 12 % « Complètement positive », 28 % « Plutôt positive », 31 % « Plutôt négative », 26 % « Complètement négative », 3 % « Ne sais pas » ;
- Ensemble de la Syrie : 10 % « Complètement positive », 16 % « Plutôt positive », 27 % « Plutôt négative », 45 % « Complètement négative », 2 % « Ne sais pas ».